# Gitksans
Les Gitksans (également orthographié Gitxsans) constituent un peuple autochtone du Canada dont le territoire traditionnel comprend la majeure partie de la région aujourd'hui connue comme étant le Pays de Skeena. L'endonyme Gitxsan est composé de Git signifiant « peuple du » et Xsan signifiant « fleuve de brume » en langue gitksane. 
Le territoire gitksan est d'une superficie terrestre d'environ 53 000 kilomètres carrés, s'étirant depuis le bassin de la partie supérieure de la rivière Skeena dans les environs de Legate Creek jusqu'au cours supérieur de la Skeena et ses affluents environnants. Faisant partie du groupe linguistique tsimshianique, leur culture est considérée comme faisant partie de la civilisation des peuples autochtones de la côte nord-ouest du Pacifique, bien que leur territoire se situe à l'intérieur plutôt que sur la côte. À une certaine époque, ils étaient également connus sous le nom de « Tsimshians de l'intérieur », un terme qui comprenait également les Nisga'a, les voisins des Gitksans au nord. Leurs voisins à l'ouest sont les Tsimshians (alias Coast Tsimshian) et à l'est les Wetʼsuwetʼen, un peuple athapascan, avec qui ils entretiennent une longue et profonde relation et forment une communauté politique et culturelle.

## Société et culture
Les Gitksans sont une société matrilinéaire composée des clans Grenouille, Aigle, Loup et Osier fleuri. Chaque clan se compose d'une série de maisons indépendantes (appelée wilp), chacune avec son propre grand chef, ses territoires traditionnels et ses sites de pêche. Le mariage au sein d'un clan est interdit[réf. nécessaire].

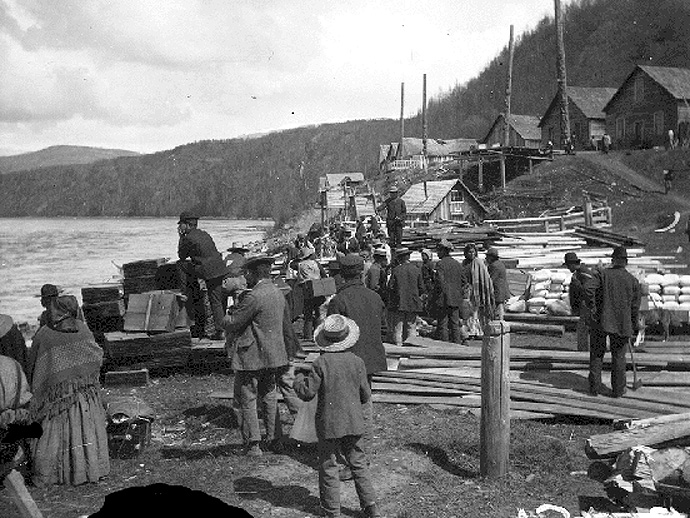
Gitksans sur le bord du Skeena à Hazelton en 1901.

Il y a environ 5 000 personnes d'ethnie gitksan dans toute la Colombie-Britannique, dont beaucoup vivent sur le territoire traditionnel gitxsan. Beaucoup vivent également ailleurs dans la province, par exemple à Terrace, Smithers ou Vancouver, ou même ailleurs dans le monde.
Environ 80 % des personnes vivant dans le territoire entourant le ruisseau Legate jusqu'au cours supérieur de la rivière Skeena sont des Gitksans du peuple de la rivière Mist. Des preuves archéologiques soutiennent une habitation continue d'au moins 10 000 ans. Leur langue traditionnelle s'appelle le Gitxsanimaax.

## Titre et traités
Les droits de titre ancestral des Gitxsans et de leurs voisins, les Wetʼsuwetʼen, sont confirmés par la Cour suprême du Canada dans sa décision Delgamuukw de 1997.
À ce jour, aucun traité n'a été conclu entre les Gitksans et le gouvernement fédéral du Canada ou le gouvernement provincial de la Colombie-Britannique.

## Communautés
Les communautés gitksans peuvent être divisées en deux groupes, selon le dialecte parlé par leurs habitants. 
Les membres des communautés suivantes parlent le dialecte Gitxsan ou Gitxsanimax̱, également connu sous le nom de bandes parlant le dialecte Gitxsan oriental à Gigeenix (région est) :
- Old Hazelton (nom traditionnel : Gitanmaax), habitée par la bande de Gitanmaax
- Kispiox (nom traditionnel : Anspa'yaxw), habitée par les membres du Conseil de bande de Kispiox
- Glen Vowell (nom traditionnel : Sik-e-Dakh), habitée par la bande indienne de Glen Vowell

Les membres des communautés suivantes parlent le dialecte Gitsken ou Gitsenimx̱, également connu sous le nom de bandes parlant le dialecte Gitksan occidental à Gyeets (région ouest) :
- Gitanyow (anciennement : Kitwancool), habitée par la Première Nation Gitanyow
- Gitsegukla (anciennement : Kitsegeucla), habitée par la bande indienne de Gitsegukla
- Kitwanga (nom traditionnel : Gitwangak), habitée par la bande indienne de Gitwangak
  - la communauté de Cedarvale (nom traditionnel : Minskinish ou Meanskaniist) appartient à la bande de Gitwangak, en tant que réserve indienne Koonwats 7.